# Гжегож Чеховски
Гжѐгож Чехо̀вски (на полски: Grzegorz Ciechowski; Тчев, 29 август 1957 г. – Варшава, 22 декември 2001 г.) е полски певец, композитор, текстописец, музикант, поет и фейлетонист.
Творческата си дейност започва в студентския клуб „Од Нова“ в Торун през 1980 г. и през същата година се присъединява към група „Република“ (основана като „Рес Публика“ през предната година), ставайки неин вокалист.
Като самостоятелен изпълнител се подвизава под псевдонимите Обивател Г. Ч. (Obywatel G. C. – „Гражданин Г. Ч.“), Гжегож от Чехув (Grzegorz od Ciechowa) и Ева Омерник (Ewa Omernik), с последния от които пише текстове за певицата Юстина Стечковска, а освен за нея пише за група „Лейди Панк“.

## Биография

### Ранни години
Той е второто от общо три деца в семейството на Хелена и Збигнев, който е началник на тамошната кооператива за млечни продукти. Има една по-голяма и една по-малка сестра – Александра и Малгожата. Получава основното и средното си образование в родния си град. През 1972 г. учи в 1-во общообразователна гимназия „Мария Скалдовска-Кюри“, в която полага зрелостния си изпит през 1976 г.
През ученическите си години се увлича по музиката и литературата. Свири на флейта и пиано, участва в певчески хор и като флейтист в групите „Ноцни Почонг“ („Нощен влак“) и (от 1976 г.) „Джаз Формейшън“. Пише стихотворения и събира плочи, занимава се и с културизъм.
Учи полска филология в Университета „Николай Коперник“ в Торун. По време на следването си издава стихосбирка и успоредно започва музикалната си дейност.

### 80-те години
През 1979 г. се присъединява към група „Рес Публика“, основана от Ян Кастор. Бързо я оглавява и написва по-голямата част от песните за нея, която през следващата година се преименува като „Република“. Съставът започва обществените си изяви през есента на 1981 г. в Торун, а през пролетта на 1982 г. – и във Варшава. Сред първите успешни песни се нареждат Kombinat („Комбинат“), Gadające głowy („Плямпащи глави“), Sexy Doll („Секси кукла“), Układ sił („Баланс на силите“), Telefony („Телефони“) и Biała flaga („Бяло знаме“).
През септември 1982 г. членовете записват първия си албум, озаглавен Nowe sytuacje („Нови ситуации“) и издаден през март следващата година. Автор на всичките десет песни е Чеховски. Записана е и англоезична версия, издадена през 1984 г. във Великобритания под заглавието 1984. През същата година групата участва на Фестивала в Роскиле (Дания), на който пее и на полски, и на английски. Записът от концерта е издаден едва през 2003 г. като част от антологията Komplet. През ноември излиза албумът Nieustanne tango („Непрекъснато танго“), включващ хитовете Obcy astronom („Чужд астроном“), Zróbmy to (teraz) („Да го направим (сега)“), Poranna wiadomość („Утринна вест“).
Към края на 1983 г. Чеховски заедно с репортера Збигнев Островски от 3-та програма на Полското радио замисля фалшив извънреден репортаж, в който журналистът докладва, че придружаваният от двама телоохранители Гжегож Чеховски е окачил фотоклетка и че пречи на живущите от блок на улица „Карол Млот“ № 11 в Торун да влизат и излизат от входа освен в определени часове. След края на репортажа по радиото се обяснява веднага, че това е измислица, но поради вероятността много хора да не чули обяснението, създалото се положение довежда до съставянето на пенсионерски комитет, който събира няколкостотин подписа за изхвърлянето на Чеховски от сградата. След като установяват, че посоченият адрес не съществува, множество объркани слушатели звънят в радиото. Провокацията обаче му изиграва лоша шега, понеже през следващата година се налага Чеховски да отбие военната си служба и един от генералите, повярвал сляпо в случката, се отнася зле с него, смятайки го за разглезена звезда.
През следващите години записват още няколко успешни песни – Ciało („Тяло“), Klatka („Клетка“), Sam na linie („Сам на фронта“) и Moja krew („Моята кръв“).
През 1986 г. Чеховски слага начало на самостоятелната си дейност под псевдонима Обивател Г. Ч. (в превод: „Гражданин Г. Ч.“) и издава първия си албум под същото име, с което „Република“ се разпада за няколко години. През 1988 г. издава и Tak, tak! („Да, да!“), от който знакови песни в творчеството му стават Nie pytaj o Polskę („Не питай за Полша“) и Tak… tak… to ja („Да… да… това съм аз“).
През август 1988 г. изнася половинчасов рецитал на Международния музикален фестивал в Сопот, а през 1989 г. записва саундтрака на филма Stan strachu („Състояние на страх“).

### 90-те години
През 1990 г. групата възобновява дейността си заедно с Чеховски и първият ѝ концерт след завръщането му се състои в Ополе.
През 1991 г. е издаден албумът 1991, който съставът промотира с песента Lawa („Лава“). Същата година Чеховски издава самостоятелния си албум Obywatel świata („Гражданин на света“) и написва саундтрака към немския комедийно-еротичен сериал Schloss Pompon Rouge („Замъкът Помпон Руж“), а Ролянд Ровински написва сценария на филма Obywatel świata въз основа на повестта на Чеховски.
През 1993 г. издава с „Република“ албума Siódma pieczęć („Седмият печат“) и акустичния концерт Bez prądu („Без кабел“).
От средата на 90-те години стабилизира личния си живот и музикалната си дейност. Издава сборния албум Selekcja и стихосбирката Wokół niej („Около нея“), а с „Република“ записва албума Republika marzeń („Република на мечтите“).
През 1996 г. издава албума OjDADAna под псевдонима Гжегож от Чехув (на полски: Grzegorz od Ciechowa) с музика, вдъхновена от полския фолклор. Включва песента Piejo kury, piejo („Пеят петли, пеят“).
През тези години работи и като продуцент. Някои от изпълнителите, с които работи, са Кая, Каша Ковалска, Юстина Стечковска, Марчин Розинек, Кшищоф Антковяк и Катажина Гронец.
През 1998 г. записва и издава предпоследния си албум с групата, озаглавен Masakra („Клане“), от който сингли стават Mamona („Мангизи“), Raz na milion lat („Веднъж на милион години“) и Odchodząc („Отивайки си“).

### Смърт и погребение
Дни преди коледните празници през 2001 г. се чувства зле и отива в болница. Лекарите му откриват мозъчна аневризма и се налага спешна операция. Непосредствено преди нея написва завещанието си, а няколко часа след нея умира внезапно на 44-годишна възраст на 22 декември 2001 г. Погребението му се състои на 4 януари 2002 г. Кремиран е и урната с прахта му е положена на Военното гробище в столичния район „Повонзки“.
Поради внезапната му смърт записите за следващия албум на „Република“ се прекъсват. Няколко от готовите песни са включени в албума Republika от 2002 г. и групата приключва дейността си, изнасяйки концерта Kombinat, състоял се на 16 март 2002 г. в рамките на 23-ия Преглед на актьорската песен във Вроцлав.
Архивните записи на Чеховски и „Република“ са издадени след смъртта му в няколко обстойни сборни албума. Концертният албум Trójka Live! („На живо в Трета програма!“), записан през 1998 г. в студиото на Трета програма на Полското радио, е издаден на 7 ноември 2007 г. чрез вестника „Жечпосполита“.
В негова памет в родния му Тчев започва да се провежда музикалните фестивали In memoriam. В Торун се присъжда награда с неговото име.
Неговият съученик и депутат Ян Куляс издава книгата Grzegorz Ciechowski 1957–2001. Wybitny artysta rodem z Tczewa („Гжегож Чеховски. Изключителният артист родом от Тчев“) през 2007 г. по повод 50 години от рождението на певеца.

## Личен живот
През 70-те години се жени за Йоланта Мухлинска, но се развежда с нея, след като влиза във връзка с актрисата и режисьорка Малгожата Потоцка. С нея е във връзка от 1985 до 1994 г. и от нея има дъщеря Вероника, родена през 1987 г.
През 1994 г. се жени за Анна Вендровска, от която има три деца – Хелена (р. 1995 г.), Брунон (р. 1996 г.) и Юзефина (р. 2002 г.).

## Признания и отличия
- 2002 –  Кавалерски кръст на Ордена на Възраждане на Полша[4]
- 2002 – Полска филмова награда „Орел“ на Полската филмова академия за саундтраковия албум Wiedźmin („Вещерът“) в категорията „Най-добра музика“[5]
- 2009 – награда „Човек със златно ухо“ на Международния фестивал на музикалните продуценти „Саундедит“[6]

Всяка година по време на концерта в негова памет в студентския клуб „Од Нова“ в Торун се присъжда специалната награда „Гжегож Чеховски“ на млади талантливи музиканти.

## Възпоменание
- На негово име са кръстени улици в Лудж, Колония Бружица и Познан[7] съответно през 2004, 2012 и 2018 г.
- През септември 2013 г. на негово име е кръстен площад във варшавския квартал „Таргувек“.
- „Република“ е удостоена с почетна звезда на Алеята на звездите в Торун със специална плоча на тротоара на
- От 29 юни 2012 г. амфитеатърът в Тчев носи неговото име.
- През декември 2014 г. Националната банка на Полша издава колекционерски сребърни монети (една кръгла и една квадратна) с лика на певеца, включени в серията „История на полската развлекателна музика“ в тираж от по 30 хиляди монети от двата вида.[8]
- През 2012 г. локомотив в родния му Тчев е боядисан в знаковите за „Република“ черно-бели диагонални ивици.[9]
- от 15 декември 2016 г. площадът пред Културния и конгресен център „Йорданки“ в Торун носи неговото име.
- През декември 2020 г. на северната страна на студентски блок 12 към Университета „Николай Коперник“ в Торун е изобразен Чеховски с цитат от знаковата му песен Nie pytaj o Polskę („Не питай за Полша“).[10]
- Негови песни са изпълнени от Музикалния театър в Познан за музикалния спектакъл Kombinat („Комбинат“) по режисура на Войчех Кошчелняк.

- Звездата на Гжегож Чеховски на Алеята на звездите в Ополе.
- Паметна плоча пред студентския клуб „Од Нова“ в Торун.
- Площадът на негово име пред Културния и конгресен център „Йорданки“ в Торун.
- Стенен портрет с неговия лик на северната страна на студентски блок 12 в Торун.
- Локомотив TKt48-170 в Тчев, боядисан в черно-белите ивици на „Република“.

## Дискография

### С група „Република“
- 1983 – Nowe sytuacje
- 1984 – Nieustanne tango
- 1984 – 1984
- 1991 – 1991
- 1993 – Bez prądu
- 1993 – Siódma pieczęć
- 1995 – Republika marzeń
- 1998 – Masakra
- 2002 – Republika

### Самостоятелна

#### Като Обивател Г. Ч.
- 1986 – Obywatel G. C.
- 1988 – Tak, tak!
- 1989 – Citizen G. C.
- 1989 – Stan strachu (саундтрак)
- 1992 – Obywatel świata
- 1993 – Selekcja
- 2007 – Gwiazdy polskiej muzyki lat 80.

#### Като Гжегож от Чехув
- 1996 – ojDADAna

#### С истинското си име
- 1991 – Schloss Pompon Rouge (саундтрак)
- 2001 – Wiedźmin (саундтрак)
- 2004 – Kolekcja (антология)